# Холден (Јута)
Холден (енгл. Holden) град је у америчкој савезној држави Јута.

## Демографија
По попису из 2010. године број становника је 378, што је 22 (-5,5%) становника мање него 2000. године.
| Група             | 2000.       | 2010.       |
| Белци             | 394 (98,5%) | 357 (94,4%) |
| Афроамериканци    | 0 (0,0%)    | 0 (0,0%)    |
| Азијати           | 0 (0,0%)    | 1 (0,3%)    |
| Хиспаноамериканци | 4 (1,0%)    | 11 (2,9%)   |
| Укупно            | 400         | 378         |